# Erioneuron
Erioneuron là một chi thực vật có hoa trong họ Hòa thảo (Poaceae).

## Loài
Chi Erioneuron gồm các loài: